# 音癡
音痴（おんち）或稱音癡，原為日語的詞彙，是指對聲音感覺遲鈍的人。特別是指歌唱能力差的人，此類型的人大多數都知道自己為音痴，但感覺性音痴的人在被指正前，不容易自我察覺。

## 定義
音痴一詞，多指「無法掌控音程的差別而走調」的旋律音痴。但是，除此之外音痴還包括：
- 無法調節節奏，即節奏音痴。
- 無法調節音量。
- 無法維持音程。
- 無法唱出特定音域，以及聲音不自然的反過來、音量忽然變小等等。

上述情況皆可稱為音痴。無論是哪種情況，大多是因為感覺或能力等不足，使得自己的歌聲欠佳。且有些人實際上擅長唱歌，但是覺得自己的歌聲不好聽，或者覺得對著別人唱歌很難為情，導致無法正常唱歌，也都自覺為音痴。

如果沒有特別指名的話，主要是指唱歌時音程錯誤的人。

## 分類
音痴、或唱歌音程錯誤的人，大致上可分為兩大類。
運動性音痴
指耳朵雖然能明確地分辨正確的音程、音階，但是由於咽喉運動、肌肉緊張、呼吸紊亂等原因而出現音程錯誤的症狀。因害羞而無法發聲的音痴，由於也會因過度緊張而使咽喉筋肉收縮，故也屬於這一範疇。出現這種症狀的人，由於能正確把握音階，因而只要做些發聲訓練、聲帶練習的話，是相對容易矯正的。
感受性音痴
指無法正確分別音程、音階的情況。由於本人無法判斷自己音程的錯誤，相對較難矯正。較常用的訓練法是使其重複聆聽正確的音階。這種情況通常被認為是患者聽見正確音階的機會太少、經驗不足而導致的。然而，也有先天沒有音感（耳朵聽到音程卻無法轉換成聲音）的情況。這種患者是由於其大腦感覺音階的部分出現異常，因此治療也極為困難。據說藝人詹姆斯·狄恩（James Dean）就是這種情況。
不過，稍微走調的人不會被稱為「音痴」。要將音程掌握得絲毫不差是非常困難的，因此若是卡拉OK等非專業消遣，稍微走調也是可以被允許的。

## 派生詞
日文中的音痴不限於對聲音的認識，有時也適用於某些特定能力較低的人。例如，東西南北的方向掌握能力差的方向音痴、運動能力差的運動音痴、政治領域差的外交音痴、機械操作能力差的機械音痴、味覺能力差的味音痴，即使上述字詞與「音」皆無關係，但音痴的「音」字還是被留下來了。

## 關聯條目
- 絕對音感
- 相對音感
- 聽覺障礙
- 聯覺
- 色盲